# Kota Kawano
Kota Kawano (河野 孝汰 Kawano Kota?), född 12 augusti 2003 i Yamaguchi prefektur, är en japansk fotbollsspelare.
Kawano började sin karriär 2019 i Renofa Yamaguchi FC.